# Charles-Louis Pothier
Charles-Louis Pothier, né le 18 avril 1881 à Bordeaux et mort le 3 novembre 1962 à Clichy, est un parolier et librettiste français.

## Biographie
Il rencontre Albert Willemetz, musicien très fécond qui l'initie à la chanson. Il écrit notamment les paroles de Les Roses blanches (1926), chantée par Berthe Sylva, et de Félicie aussi (1939), interprétée par Fernandel.
Il est inhumé à Paris dans le cimetière des Batignolles (31e division).
Bourguignon d'origine par son père, il fait de longs séjours à Noyers-sur-Serein dans une maison devenue l'hôtel de la Vieille Tour. Cette commune a donné son nom à une voie, la promenade Charles-Louis-Pothier.